# بالگردگاه هوانوردی کلمبیا
بالگردگاه هوانوردی کلمبیا (به انگلیسی: Columbia Aviation Heliport) یک فرودگاه خصوصی است . این فرودگاه در شهر ارورا، اورگن کشور ایالات متحده آمریکا قرار دارد و در ارتفاع ۵۹ متری از سطح دریا واقع شده‌است.